# La Garita

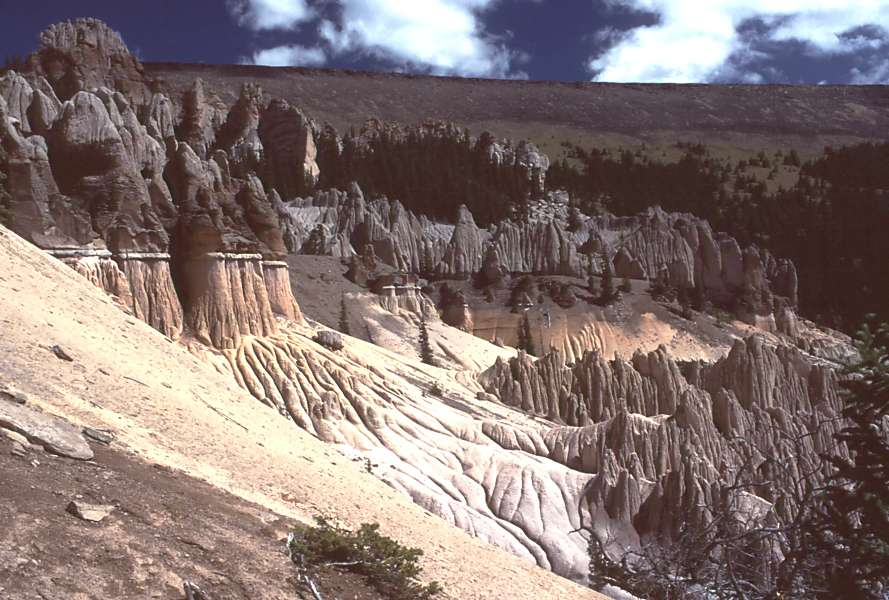
Formações geológicas em "La Garita".

La Garita é uma grande caldeira vulcânica de 35 por 75 quilômetros, situada nas montanhas do sudoeste do Colorado, Estados Unidos, a oeste da cidade de La Garita. Foi formada durante maciças erupções entre 40-25 milhões de anos atrás, principalmente durante o Oligoceno.
A escala do vulcanismo de La Garita foi muito maior que outros eventos de supervulcões conhecidos. O depósito resultante, conhecido como o Fish Canyon Tuff, tem um volume de cerca de 5000 quilômetros cúbicos de material, suficiente para encher o Lago Erie (em comparação, a 18 de maio de 1980 o Monte Santa Helena expeliu apenas 1,2 quilômetros cúbicos).
A erupção de La Garita foi uma das maiores erupções ocorridas na história da Terra. É possivelmente o maior evento energético ocorrido na Terra desde o impacto que formou a cratera de Chicxulub; A estimativa da erupção é de 10 zettajoules (10^22 joules) de energia liberada.